# Дельтаплан

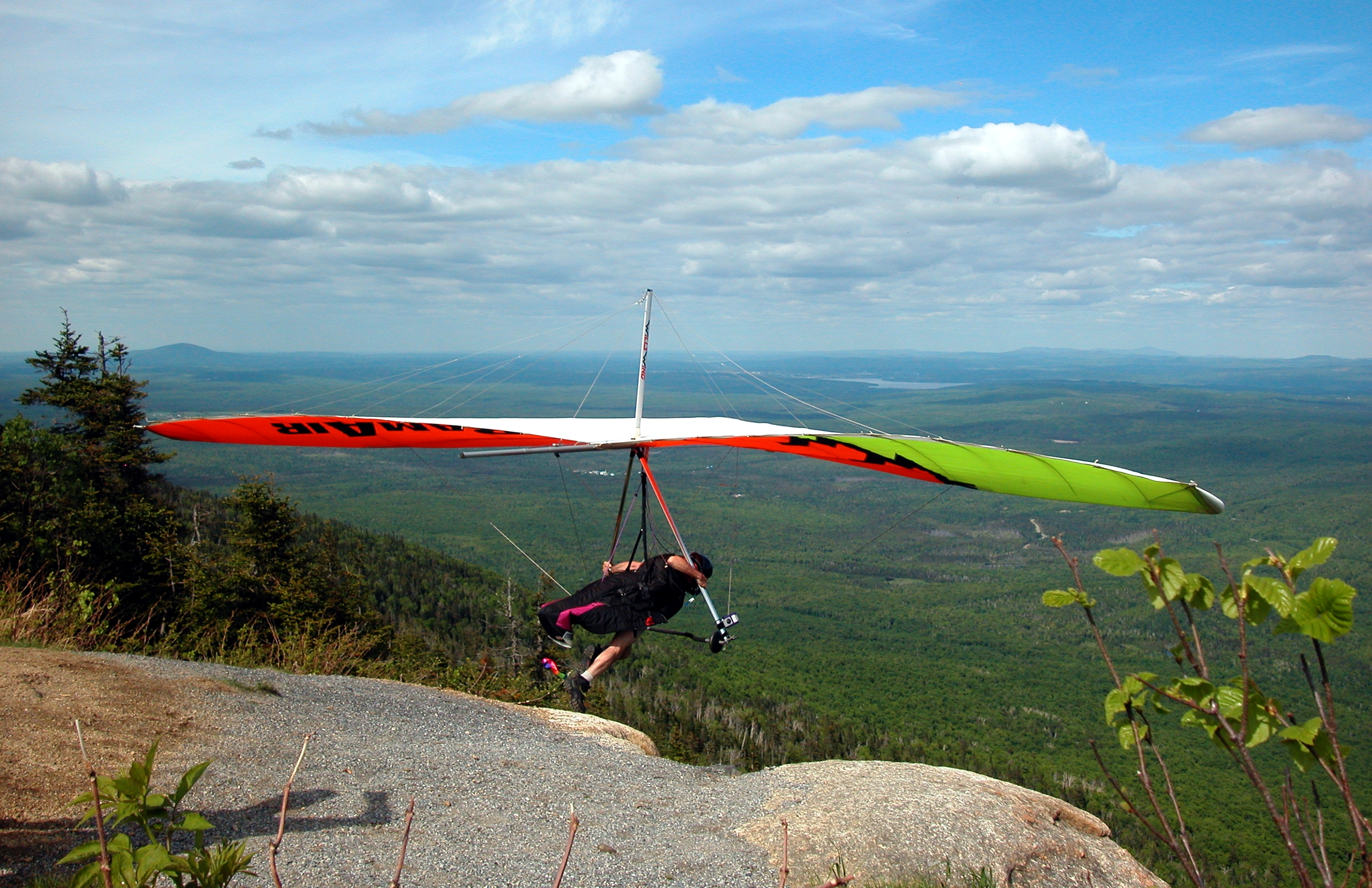
Дельтаплан у польоті

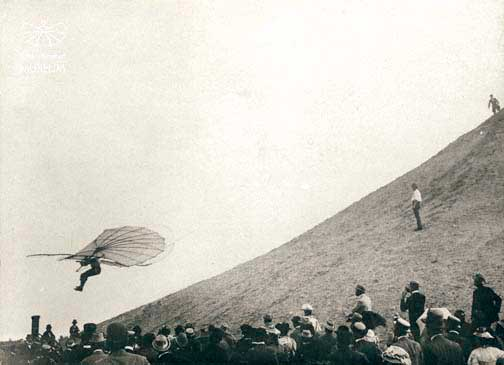
Отто Лілієнталь у польоті

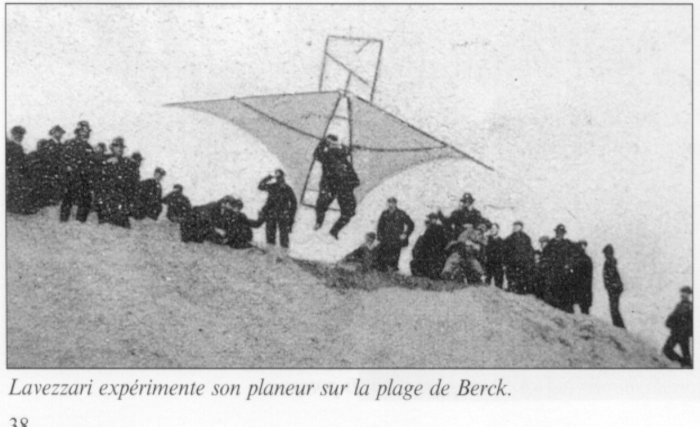
Ян Лавеззарі на планері з подвійним вітрилом

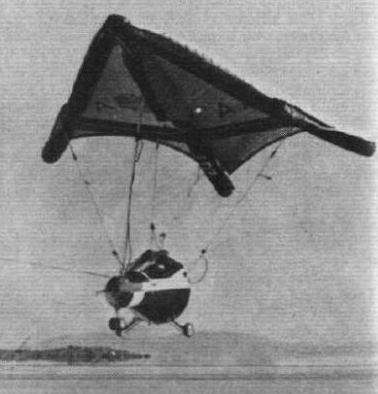
Крило Роґалло в експерименті NASA

Дельтаплан (від фр. deltaplane від дав.-гр. δέλτα — грецька буква Δ і лат. planum — рівне місце, площина) — легкий, важчий за повітря безмоторний безхвостий літальний апарат, виконаний за схемою з нерухомим стрілоподібним крилом, керований зміщенням центру мас за рахунок переміщення пілота щодо точки підвіски.
Спортивне використання дельтапланів переросло в окремий вид спорту — дельтапланеризм. Дельтаплани також застосовували і застосовують для вирішення спеціальних задач, у тому числі — у космонавтиці.

## Історія
Перший дельтаплан був винайдений Альбрехтом Людвігом Берблінгером у 1811.
У 1890-х роках Отто Лілієнталь побудував керований планер, який керувався перенесенням ваги пілота і був схожий на сучасний дельтаплан. Лілієнталь документував свої дослідження і вони мали істотний вплив на конструкторів у майбутньому.
В 1904 році Ян Лавеззарі створив трикутний дельтаплан з фіксованим гнучким крилом. У 1910 в Бреслау був розроблений дельтаплан з важелями управління.
Наприкінці 1950-х років американський інженер Френсіс Роґалло працює над крилом, призначеним для оснащення космічних капсул для входження в атмосферу. Це крило повинно бути легким, гнучким, простим у виконанні тощо. Його роботи приводять до трикутного крила із гнучкого полотна. Профіль полотна задається потоком повітря.
У 1951 році Френсіс Роґалло отримав патент на «Змій Роґалло» з м'яким крилом трикутної форми. Згодом проект переміг у конкурсі NASA на кращий засіб приземлення космічних апаратів. Крило Роґалло мало хороші аеродинамічні характеристики, проте через ненадійну роботу системи розкриття перевага була віддана звичайному парашуту. Згодом подумають про використання цього крила для того, щоб пригати з висоти. Основне крило Роґалло має великі дефекти, найгірший з яких - втрата форми за певних обставин. У цьому випадку воно втрачає підйомну силу, і це гарантовано приводить до аварії. Перша модернізація полягала в тому, щоб поставити щоглу над крилом, щоб утримати полотно в стані польоту завдяки відтяжкам. У 1962 році австралійські воднолижники почали буксирувальні польоти на крилі за катером. Відомий випадок, коли один зі спортсменів, розігнавшись за буксиром, набрав висоту більше 300 метрів. Незабаром спортсмени ввели важливі удосконалення в змій Роґалло — підвісне сидіння і трикутну ручку управління (трапецію). Це полегшило становище пілота в польоті і дозволило впевнено керувати апаратом.
Світова фігура парашутизму та один з першовідкривачів дельтаплана, Лео Валентин іноді вважається першою «людиною-пташкою», навіть якщо термін є надмірним, його обладнання дозволяло йому тільки планерувати а не літати, змушуючи його використовувати парашут, який він, як правило, відкривав на висоті 1000 м від землі, щоб приземлитися.
Потім дві проблеми виникли, з одного боку, дуже гнучкі несучі поверхні крил, стабілізаційні якості яких були дуже зниженими (ризик почати неконтрольоване пікірування), з іншого боку, якість матеріалів, а також невеликий досвід виробників робив ризики поломки в повітрі високими. Лише у 1960-х роках піонери використали цей винахід, щоб приєднатися до птахів і їх імітувати: з'являються все більш ефективні крила дельта. Австралієць Біл Моєс, створив перше крило дельта площею 4,5 квадратних метрів. Він був першим, хто здійснив перші вільні польоти на крилі дельта. Буксировані польоти, польоти з вершин, Білл Моєс лежить в основі дельтапланування. 4 липня 1969 року його партнер та співвітчизник Білл Беннетт розпочав катання на лижах з дельтапланом, буксирований моторним човном, потім відчепився від човна і пролетів над статуєю Свободи.
У Франції Янніс Томас тягнений на буксирі, пролетів над Парижем та Ейфелевою вежею в серпні 1972 року. Подія описана в пресі з багатьма вражаючими фотографіями. Короткометражка, що ілюструє подвиг, буде показана перед фільмом Алена Делона та транслюватиметься на телебаченні в серпні 1972.
На початку січня 1973 року, повернувшись з Каліфорнії, Крістіан Пол-Депасс робить свій перший прототип крил дельта. 13 березня 1973 року він вносить в Національний інститут промислової власності марку «Дельта-План». «Дельта» для форми, «План» для функції. Він створює компанію Дельта, яка розроблятиме та продаватиме крила та аксесуари цієї марки у Франції та у світі. Назва першого дуже легкого планера Дельта-План, серійно виготовленого і продаваного у Франції, стала загальною назвою для цього типу крила дельта та його практики · .
Руді Кішазі здійснив перший рейс дельтапланом у 1973 році з Шпилю Півдня в масиві Мон-Блан · . Він також зробив перші «мертві петлі» над горою Великий Монте.
Клуб Люди Птахи був створений Джекі Руком та Річардом Водом, які входять до перших, хто займався дельтапланеризмом у Франції. Потім обладнання було імпортовано із Сполучених Штатів, і пілоти збудували майстерні, щоб покращити своє обладнання. Їх рейси здійснювались із кількох вершин Шабле: Убін, гора Бернанд у Бернексі, Вейі, Хабер-Пош, у Кол де Фу (на схилі Люлен) або з Толлона. Кілька членів клубу здійснили деякі подвиги, такі як політ із зуба Ош Жаком Мартінері, Патріком Майллардом та Патріком Бардіном, або на схилах Етни, в 1977 році, тоді як вулкан був діючим та переліт над першим відкритим змаганням в Монако в 1975.
Для того, щоб виграти в льотних якостях, сучасні дельтаплани є з подвійною поверхнею. Рейки використовуються для збереження профілю крила, вигнута верхня поверхня і внутрішня плоска поверхня. У 90-х роках прогрес матеріалів (сплавів, композитів, пластику та скловолокна і карбону) спочатку дозволив виготовляти дельтаплани без щогл і стяжок, потім із жорсткими крилами. Відсутність надійності пристроїв та дещо дика підготовка перших років сприяла багатьом аваріям та поганій початковій репутації дельтаплана. Наприкінці XX століття пристрій був безпечнішим, а навчання професійнішим.
Ці вдосконалення надійності та курсів навчання в поєднанні зі збільшенням висвітлення у ЗМІ, а також з організацією таких заходів, як Кубок Ікара у Франції, спочатку дозволило певний бум дельтапланеризму. Потім цей бум був порушений розробкою нового типу літального апарата: парапланера. Останній, був простіший у використанні, ніж дельтаплан (зберігання, транспортування), поступово маргіналізував дельтаплан у практиці вільного польоту. Однак дельтаплан зберігає власні якості (краща витонченість, більша швидкість польоту, горизонтальне положення пілота, як птах, більший термін експлуатації). Таким чином, у Сполучених Штатах кількість дельтапланеристів залишається порівнянною з кількістю парапланеристів.
У травні 1971 року на зустрічі ентузіастів вільних і буксирувальних польотів, присвяченій дню народження Лілієнталя були визначені основні принципи сучасного дельтаплана, тому 1971 рік прийнято за дату народження дельтаплана.
Вважається, що перший старт з розбігу зробив американець Д. Кілборн. 6 вересня 1971 року в Каліфорнії поблизу Сан-Хосе він встановив перший зафіксований рекорд тривалості польоту — 1 година 4 хвилини.

## Принцип польоту
Принцип є порівняно простий: крило у формі літери «дельта», автостабілізується під час польоту. «Маятниковий» пілотаж робиться з невеликими зусиллями. Пілот направлений головою до вітру у профільованій цілісній підвісній системі, закріпленій на твердому каркасі крила, в точці прикріплення посередині крила. «Трапеція» з двома стійками та контрольним брусом дозволяє пілоту зусиллям своїх рук, переміщуватися в сторони, вперед і назад, щоб переміщувати центр ваги відносно підйомної сили крила, що генерує невеликий поворот крил, достатній, щоб викликати віраж або прискорення.
Щодо «жорсткої» еволюції, пілотування відрізняється і робиться без великих зусиль, використовуючи органи управління, інтегровані в крило. Вони приводяться в дію тросами за допомогою бічного переміщення «трапеції».

## Принципи зльоту
Незалежно від типу використовуваного крила, відповідно до принципів вільного польоту, зліт та посадка, проводяться пішки, несучи цей літальний апарат. Найпоширеніший зліт з дельтапланом здійснюється з точки, розташованої на висоті, простого пагорба чи дюни буде достатньо. Деякі місця оснащені платформою, що сприяє цьому маневру. Чим більший нахил схилу або платформи, тим менше пілоту доведеться бігти.
Зліт можна розбити на дві фази. Перша — фаза проштовхування. Під час надання руху пілот проштовхує своє крило по схилу, поки підвісна система буде напружена і прийме вагу пілота. Проштовхування крила здійснюється за допомогою плечей. Друга — фаза тяги. Ця фаза починається, коли підвісна система напружена і поступово підтримує вагу пілота. З цього моменту крило тягнеться вздовж схилу пілотом через точку приєднання підвісної системи до крила. Це те, що дозволить отримати максимальну швидкість для оптимізованого зльоту.
Займатися дельтапланеризмом можна на рівнині, зліт тоді здійснюється завдяки спеціально розробленій лебідці. Також можна злетіти зі скелі, буксируватися легким літаком або запустити дельтаплан з повітряної кулі. Дельтаплан також можна буксирувати легким літальним апаратом.

## Еволюція крил
Починаючи з 1970 року, крила дельта надзвичайно еволюціонували, перейшовши від крила Роґалло до жорсткого крила. Незважаючи на невелику кількість дельтапланеристів, близько 1000 у Франції, виробники продовжують розробляти крила для конкуренції та дозвілля.
Чотири класи крил співіснують з кінця 1990-х.

### «Гнучкі» крила
- Клас 1: Машини з структурою із алюмінієвого сплаву часто поєднані з карбоном, вони походять з крила Роґалло, але зі значно більшим подовженням (близько 8). Спочатку з килимком, цей клас 1 визначає крила без килимка (для виграшу літальних якостей) з моменту створення «спортивного класу» на початку 2000-х. Їхнє пілотування — маятникове. Їх літальна якість становить приблизно 15, мінімальний процент падіння 0,8 м/с, максимальна швидкість 130 км/год.
- Спортивний клас: Машини із структурою із алюмінієвого сплаву, вони походять з крила Роґалло, але зі значно більшим подовженням (близько восьми). Вони, як правило, ідентичні класу 1, але зі збереженням килимка та менш «напруженим» профілем, що сприяє комфорту та задоволенню від польоту, а не максимальним літнім якостям. Їх пілотування — маятникове. Їх літальна якість 12, мінімальний процент падіння 0,8 м/с, максимальна швидкість 100 км/год.

### «Жорсткі» крила
- Клас 5: Машини жорсткої дошки атаки, що складаються з двох карбонних балок з профілем «D». Їх край витоку складається з двох карбонних рейок, що розгортаються позаду балок у формі «D». Все загорнуте тонким дакроновим полотном. Подовження становить близько 11. Їх пілотування — це суміш: маятникового + бічні закрилки. Їх літальна якість 19, мінімальний процент падіння 0,7 м/с, максимальна швидкість 120 км/год. Після кількох випробувань прототипів у 80-х та 90-х роках цей тип крила знав свій комерційний бум з кінця 90-х років.
- Клас 2: Ці крила абсолютно жорсткі. Вони походять з сім'ї крил вільного польоту шляхом їх зльоту та посадки пішки, проте їх пілотування повністю аеродинамічними закрилками (не маятникове) їх споріднює з невеликими планерами. Їх літальна якість 26, мінімальний процент падіння 0,7 м/с, максимальна швидкість 140 км/год.

## Ризики використання дельтапланів
У Франції у 2005 р. дослідження Комісії з безпеки ФФВП (Французька федерація вільних польотів) робить висновок: «Статистика смерті 0,26 на тисячу (0,00026) підтверджує, що вільний політ залишається спортом пов'язаним з ризиком і що смертний ризик досить порівнянний із смертним ризиком інших видів спорту на свіжому повітрі».
Ці цифри треба приймати обережно з кількох причин. Основна з них полягає в тому, що цифри стосуються всієї вільної польотної діяльності (включаючи параплан), навіть якщо дельтаплан є меншістю в цій практиці. ФФВП перераховує менше 1000 ліцензованих у Франції, які заявляють про практикування дельтапланеризму, що робить його зразком занадто малим, щоб забезпечити відсоток для десяти тисяч, навіть незважаючи на те, що кількість фатальних щорічних аварій у дельтапланеризмі коливається між нулем та кількома одиницями. Виходити з показників року не є дуже значущим у цьому контексті, оскільки рік без смерті в дельтапланеризмі не дозволить сказати, що дельтапланеризм не є спортом пов'язаним з ризиком.

## Конструкція
Дельтаплан складається з каркаса, оболонки крила, трапеції та системи розтяжок. Каркас утворюють чотири дюралюмінієвих труби, три з яких з'єднані між собою в передній точці і утворюють в горизонтальній площині віяло, з кутом між крайніми трубами 90-140 градусів, ще одна труба забезпечує розгортання крила. Між трубами натягнуте щільне синтетичне полотно з міцної тканини. Дві бічні труби і задня кромка тканини утворюють при вигляді зверху дельтоїд або трикутник.
До центральної труби жорстко кріпиться трапеція з труб, через яку забезпечується керування, та підвіска для пілота. Форма крила забезпечується системою розтяжок та лат. Руками пілот тримається за трапецію і зрушуючи її вперед-назад та ліворуч-праворуч зміщує центр мас системи і, таким чином, забезпечує керування апаратом.

## Типи дельтапланів

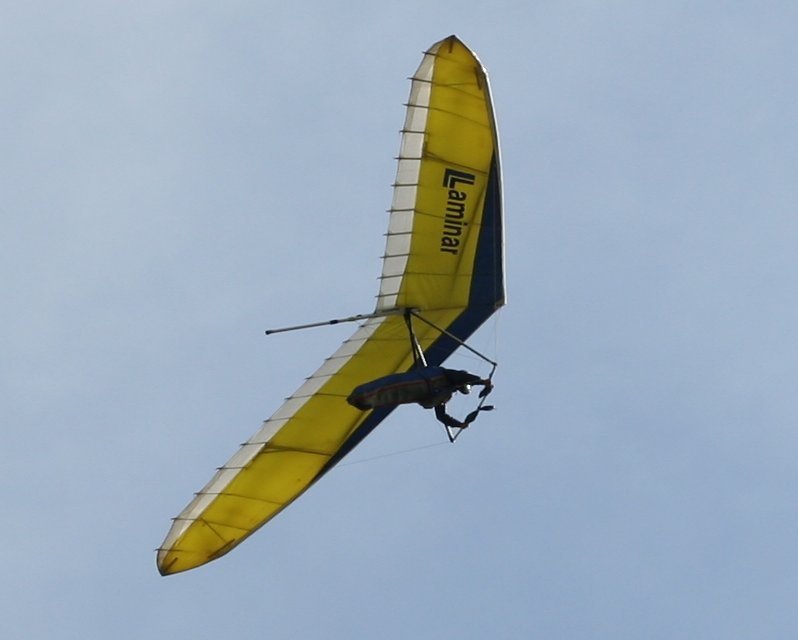
Сучасний дельтаплан у польоті

### Спортивні дельтаплани

#### Загальні характеристики
Передній кут сучасних спортивних дельтапланів визначає подовження крила і його аеродинамічну якість, звичайно становить близько 130°. Площа крила становить близько 14 м² для корисного навантаження 100 кг і власній масі апарата близько 30 кг. При цьому мінімальне та максимальне навантаження жорстко регламентується і визначає доволі вузький діапазон допустимих значень.
Крило спортивного дельтаплана двошарове і має чітко виражений аеродинамічний профіль, який створюється ребрами жорсткості (латами), що ставляться у верхню і нижню оболонки крила.

#### Аеродинамічні якості
Аеродинамічна якість сучасних дельтапланів — 17-18 (для одного з кращих українських дельтапланів Aeros Combat L — 16.7). Для порівняння, аеродинамічна якість біплана Ан-2 — 10, а здатного годинами ширяти над хвилями альбатроса — 20.
Відносне подовження крила сучасних спортивних дельтапланів перевищує значення 8.0.

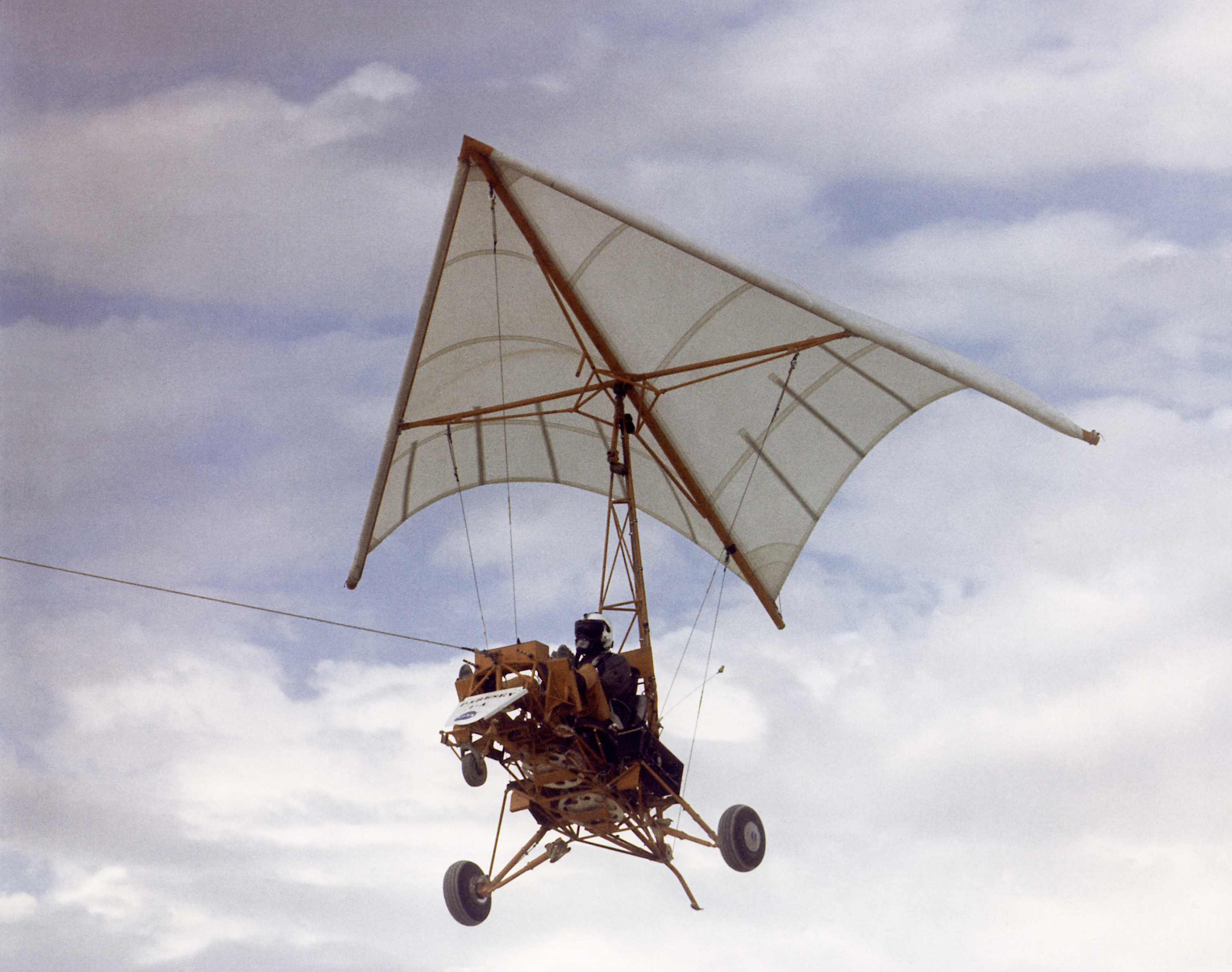
Буксирування планера NASA

## Дельтаплан у культурі
- «Казка мандрів» — герої будують «летючий нетопир», здатний підняти людину.
- «Як стати зіркою» — герой фільму літає на дельтаплані і мотодельтаплані.